# Trattato di Cherasco
Il trattato di pace di Cherasco, che prende nome dalla città piemontese in cui venne siglato, fu firmato il 6 aprile 1631 da parte di Vittorio Amedeo I di Savoia, di Giulio Mazzarino (legato papale) e dai rappresentanti del Sacro Romano Impero, di Mantova e di Spagna.

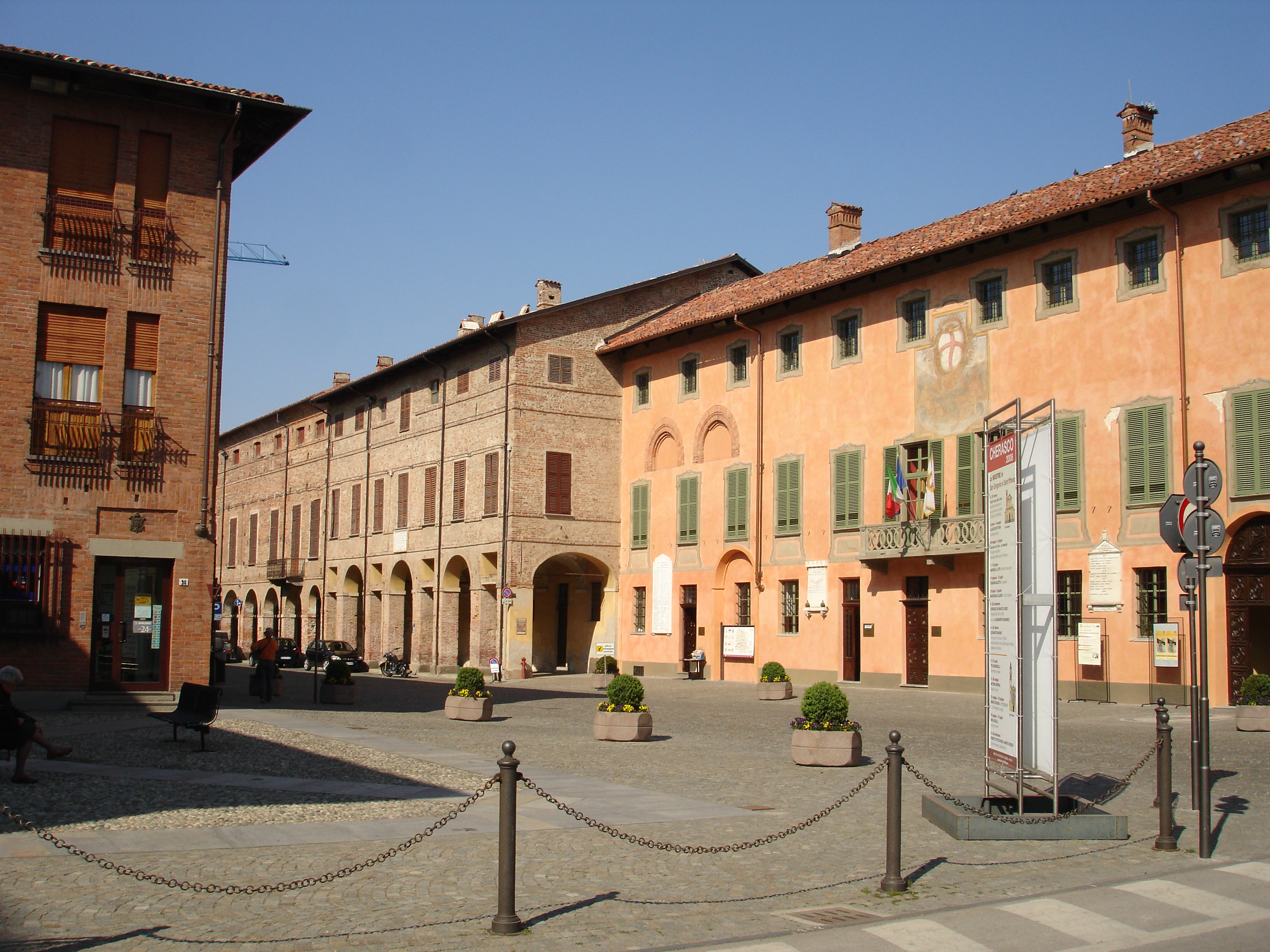
Cherasco, il municipio.

La pace poneva fine alla guerra di successione di Mantova e del Monferrato, riconoscendo a Carlo di Gonzaga-Nevers la signoria sul ducato di Mantova, al duca di Savoia le località monferrine di Trino ed Alba, con i loro territori e pertinenze, ed alla Francia il punto strategico piemontese di Pinerolo.
La firma dell'accordo ebbe luogo a Palazzo Salmatoris, oggi adibito a sede di mostre.